# Rinbung
Rinbung (en tibetano, རིན་སྤུངས་རྫོང་།; wylie, rin spungs rdzong; literalmente, ‘tesoro’) también conocida por su transliteración al chino Renbu  (en chino, 仁布县; pinyin, Rénbù xiàn) es un condado bajo la administración directa de la Prefectura Shigatse en la Región autónoma del Tíbet, República Popular China. Su área es 2124 km² y su población total para 2010 fue cercana a los 30 mil habitantes.

## Administración
El condado de Rinbung se divide en 9 pueblos que se administran en 1 poblado y 8 villas.